# Tennistavolo Castel Goffredo
La Tennistavolo Castel Goffredo, associazione sportiva dilettantistica, è una delle società più prestigiose a livello nazionale ed europeo e tra le più titolate d'Italia.
Nasce nel 1977 come squadra nelle attività dell'oratorio e subito iniziano i primi successi in campo provinciale.
Il traguardo più importante viene raggiunto nel 1984, quando la squadra femminile esordisce per la prima volta in serie A. Le giocatrici più preparate fanno parte della nazionale italiana di tennistavolo e nel 2003 conquistano la vetta d'Europa. Alcune atlete hanno partecipato alle Olimpiadi di Atene del 2004 e di Pechino del 2008. Nel 2002 - 2004 la società vince sia lo scudetto femminile che quello maschile.
Un risultato storico in campo femminile nel 2006 e nel 2007 conquistando la European Champions League. Nel 2009 la squadra maschile conquista lo scudetto mentre la formazione femminile torna al vertice della serie A nel 2010. Sempre nel 2010 entrambe le squadre accedono alle semifinali di Champions League.
In totale, al 2023, i titoli italiani conquistati sono 20 per la squadra femminile e 5 per quella maschile.
Nel febbraio 2023 la Brunetti Castel Goffredo festeggia in casa la quinta Coppa Italia femminile. Nel marzo 2023 la squadra A1 femminile conquista la sua quinta Supercoppa italiana e nel dicembre la sesta. La TT Castel Goffredo, nella finale 2024 disputata al Palasport Avenza di Carrara, supera l’ASV TT Südtirol (3-1), conquistando la sesta Coppa Italia (tennis tavolo femminile). Nel febbraio 2025 conquista al palatennistavolo di Cagliari la settima Coppa Italia femminile.

## Cronistoria

### Squadra A1 maschile
- Stagione 2001/2002 Nazionale: 1ª Classificata
- Stagione 2002/2003 Nazionale: 1ª Classificata
- Stagione 2008/2009 Nazionale: 1ª Classificata
- Stagione 2009/2010 Nazionale: 1ª Classificata
- Stagione 2015/2016 Nazionale: 1ª Classificata

### Squadra A1 femminile
- Stagione 1995/1996 Nazionale: 1ª Classificata
- Stagione 1996/1997 Nazionale: 1ª Classificata
- Stagione 1997/1998 Nazionale: 1ª Classificata
- Stagione 1998/1999 Nazionale: 1ª Classificata
- Stagione 1999/2000 Nazionale: 1ª Classificata
- Stagione 2001/2002 Nazionale: 1ª Classificata
- Stagione 2002/2003 Nazionale: 1ª Classificata
- Stagione 2003/2004 Nazionale: 1ª Classificata
- Stagione 2004/2005 Nazionale: 1ª Classificata
- Stagione 2005/2006 Nazionale: 1ª Classificata
- Stagione 2006/2007 Nazionale: 1ª Classificata
- Stagione 2007/2008 Nazionale: 1ª Classificata
- Stagione 2009/2010 Nazionale: 1ª Classificata
- Stagione 2015/2016 Nazionale: 1ª Classificata
- Stagione 2016/2017 Nazionale: 1ª Classificata
- Stagione 2017/2018 Nazionale: 1ª Classificata
- Stagione 2018/2019 Nazionale: 1ª Classificata
- Stagione 2020/2021 Nazionale: 1ª Classificata[14][15]
- Stagione 2021/2022 Nazionale: 1ª Classificata
- Stagione 2022/2023 Nazionale: 1ª Classificata[16]
- Stagione 2023/2024 Nazionale: 1ª Classificata[17]
- Stagione 2024/2025 Nazionale: 1ª Classificata[18]

### Squadra A1 paralimpica
- Stagione 2020/2021 Nazionale: 1ª Classificata

## Rosa 2024

### Squadra A1 femminile
- Bernadette Szőcs[2]
- Nicole Arlia[2]
- Andreaa Dragoman[2]
- Lin Ye[2]
- Nikoleta Stefanova[2]

### Squadra A1 paralimpica
- Elia Bernardi[4]
- Michela Brunelli[4]